# Siatkówka na siedząco
Siatkówka na siedząco (ang. sitting-ball) – sportowa gra zespołowa, będąca odmianą tradycyjnej piłki siatkowej. Gra została wymyślona jako sport dla osób niepełnosprawnych. Obecnie uprawiają ją również pełnosprawni siatkarze.
Powstała z połączenia dwóch gier: niemieckiego sitzballu oraz siatkówki. Powodem utworzenia gry był fakt, że sitzball był grą zbyt mało energiczną. Początkowo siatkówka na siedząco była grą przeznaczoną dla relaksu. Z biegiem czasu przekształciła się w sport, który wszedł w skład dyscyplin olimpiady dla niepełnosprawnych. W 1980 roku po raz pierwszy odbyły się rozgrywki paraolimpijskie w tej dyscyplinie.
Siatkówkę na siedząco wprowadził w 1956 roku Holenderski Komitet Sportowy. Od roku 1967 rozpoczęły się regularne rozgrywki Mistrzostw Świata. W pierwszych Mistrzostwach Świata w sitting-ballu uczestniczyły  reprezentacje jedynie z siedmiu krajów.
Obecnie dyscyplina ta uprawiana jest w ponad 60 krajach. Wzrost popularności tej odmiany siatkówki spowodował, iż rozgrywane są również Mistrzostwa Europy oraz Mistrzostwa Regionów. Od roku 1993 wszystkie rozgrywki odbywają się w dwóch kategoriach: męskiej i żeńskiej.

## Zasady gry
Zasady gry tej dyscypliny są bardzo podobne do zasad piłki siatkowej. Mecz siatkówki na siedząco trwa do trzech wygranych setów. Seta wygrywa drużyna, która zdobyła 25 punktów z dwupunktową przewagą. Punkt dla drużyny przyznaje się, gdy po prawidłowym zagraniu piłka dotknie boiska przeciwnika. Zdobywa się również punkt wtedy, kiedy przeciwnik popełni błąd. Piłka może być odbijana każdą częścią ciała. Jeśli piłka jest podnoszona, pchana, czy rzucana, uznaje się ją za przetrzymaną i wtedy punkt trafia do drużyny przeciwnej.

### Boisko
Boisko do gry  jest prostokątem o wymiarach 10 m x 6 m. Boisko na dwa równe pola gry o wymiarach 5 m x 6 m dzieli linia środkowa. Na każdym polu, w odległości 2 metrów od linii środkowej, wyznacza się równolegle linie oddzielające pole obrony od pola ataku. Nad linią środkową zawieszona jest siatka. Dla kobiet wysokość zawieszenia siatki wynosi 105 cm, a dla mężczyzn 115 cm.

### Zawodnicy

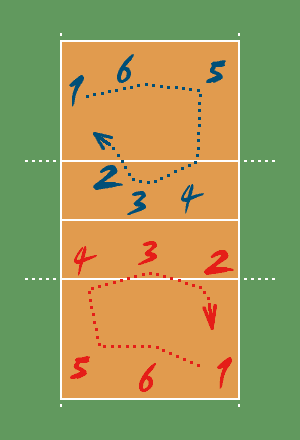
Porządek rotacji

W grze rywalizują dwie drużyny. Każda drużyna na boisku liczy po sześciu zawodników, a pełny jej skład łącznie z rezerwowymi powinien wynosić 12 osób. Zawodników każdej drużyny obowiązuje jednolity strój (koszulki, spodenki) z numerami na koszulkach.
Zawodnicy rezerwowi mogą wejść na plac gry, gdy zostaną spełnione następujące warunki:
- zmiana musi być zgłoszona u sekretarza zawodów.
- zmiany zawodników dokonuje się w czasie przerw w grze, na prośbę kapitana lub trenera drużyny.
- w jednym secie można dokonać 6 zmian. Każdy z zawodników rozpoczynających grę może zejść i powrócić na boisko na swoje miejsce.

Zawodnicy rozpoczynają grę ustawieni na swoich polach (w linii ataku i linii obrony). Po wykonaniu zagrywki zawodnicy zajmują dowolne miejsce na boisku. Rotacja następuje zgodnie z ruchem wskazówek zegara.

### Komisja sędziowska
W skład Komisji sędziowskiej wchodzą:
- sędzia pierwszy,
- sędzia drugi,
- sekretarz,
- sędziowie liniowi.

Sędzia pierwszy kieruje całą komisją. Odpowiedzialny jest za prowadzenie zawodów zgodnie z przepisami. Do jego obowiązków należy interweniowanie w tych momentach, gdy został popełniony jakiś błąd.
Sędzia drugi podejmuje decyzje dotyczące błędów popełnianych pod siatką, nadzoruje ustawienie zawodników oraz zmiany i przerwy w grze.
Sekretarz wypełnia protokół. Podczas gry notuje zdobyte punkty, zmiany zawodników i przerwy w grze.
Sędziowie liniowi sygnalizują miejsce upadku piłki wzdłuż linii końcowych. Po gwizdku któregokolwiek z nich każdą akcję uważa się za skończoną. Każda z drużyn ma prawo do dwóch przerw na odpoczynek (po 30 sekund) w czasie jednego seta. Między setami przerwa trwa 2 minuty.

### Osoby prowadzące zespół
Kapitan i trener odpowiedzialni są za zachowanie i dyscyplinę całego swojego zespołu. Libero nie może być kapitanem zespołu.

### Kapitan
Przed meczem kapitan zespołu podpisuje protokół zawodów. Reprezentuje swój zespół podczas losowania.
Podczas spotkania na boisku kapitan zespołu pełni funkcję grającego kapitana. Gdy kapitan nie bierze udziału w grze na boisku, trener bądź kapitan wyznacza innego grającego zawodnika, z wyjątkiem libero, do pełnienia funkcji grającego kapitana. Wybrany grający kapitan pełni swoją funkcję do czasu, gdy zostanie zmieniony, powróci do gry kapitan zaznaczony w protokole zawodów lub skończy się set. Podczas gdy piłka jest poza grą, wyłącznie grający kapitan jest upoważniony do rozmowy z sędziami.
Ma również obowiązek przekazania prośby o wyjaśnienie zastosowania lub interpretacji przepisów, a także próśb i pytań stawianych przez swoich kolegów z zespołu. Jeśli grający kapitan nie zgadza się z wyjaśnieniami sędziego pierwszego, może zaprotestować przeciwko danej decyzji i powinien zgłosić sędziemu pierwszemu, iż rezerwuje sobie prawo do wpisania oficjalnego protestu w protokole zawodów po spotkaniu.

### Trener
Podczas spotkania trener spoza boiska decyduje o grze swojego zespołu. Ustala początkowe ustawienie zespołu, zarządza zmiany zawodników i bierze przerwy na odpoczynek. Wykonując te czynności trener zwraca się oficjalnie do sędziego drugiego. Przed spotkaniem wpisuje lub sprawdza nazwiska i numery swoich zawodników w protokole zawodów i podpisuje go.

### Asystent trenera
Asystent trenera podczas spotkania siedzi na ławce zespołu. Nie ma prawa interweniowania. W przypadku konieczności opuszczenia zespołu przez trenera, asystent trenera może przejąć jego funkcję, na prośbę grającego kapitana i za zgodą sędziego pierwszego.

### Atak
Wszystkie akcje, w których piłka adresowana jest na stronę przeciwnika, z wyjątkiem zagrywki i bloku, uważane są za atak. Podczas ataku można "kiwać" (odbić piłkę palcami) pod warunkiem, że odbicie jest czyste i piłka nie jest złapana bądź rzucona.

### Blokowanie
W bloku mogą uczestniczyć zawodnicy linii ataku. Dozwolone jest blokowanie zagrywki przeciwnika.

### Zawodnik libero
Każdy zespół spośród dwunastu zgłoszonych do gry zawodników może zarejestrować jednego wyspecjalizowanego w grze obronnej, zwanego libero.
Libero musi być zapisany w protokole zawodów przed spotkaniem, w specjalnie zarezerwowanej do tego rubryce. Nie może być kapitanem zespołu ani grającym kapitanem. Musi grać w ubiorze, którego kolor koszulki kontrastuje z ubiorem innych członków zespołu. Strój libero może mieć inny wzór, lecz numer musi wyglądać tak samo jak numery pozostałych zawodników.

## Siatkówka na siedząco w Polsce
W Polsce siatkówka na siedząco pojawiła się dość późno. Dopiero w 1997 roku odbyły się pierwsze turnieje. Dwa lata później rozgrywki te uzyskały status mistrzostw Polski. Pierwszy finał zawodów odbył się w październiku 1999 roku.